# Emmy do Primetime de melhor direção em série de drama
O Emmy do Primetime de Melhor Direção em Série de Drama (no original em inglês Primetime Emmy Award for Outstanding Directing for a Drama Series) é um dos prêmios entregues pela Academia de Artes & Ciências Televisivas como parte dos Prémios Emmy do Primetime pelas excelências em televisão.

## Vencedores e indicados

### Década de 1950
| Ano                       | Série                    | Episódio           | Diretor |
| ------------------------- | ------------------------ | ------------------ | ------- |
| 1959                      |                          |                    |         |
| Alcoa-Goodyear Theatre    | "Eddie"                  | Jack Smight        |         |
| Alfred Hitchcock Presents | "Lamb and the Slaughter" | Alfred Hitchcock   |         |
| General Electric Theatre  | "One Is a Wanderer"      | Herschel Daugherty |         |
| General Electric Theatre  | "Kid and the Stick"      | James Neilson      |         |
| Peter Gunn                | "The Kill"               | Blake Edwards      |         |

### Década de 1960
| Ano                                   | Série                                                                         | Episódio              | Diretor |
| ------------------------------------- | ----------------------------------------------------------------------------- | --------------------- | ------- |
| 1960                                  |                                                                               |                       |         |
| The Moon and Sixpence                 | –                                                                             | Robert Mulligan       |         |
| Westinghouse-Desilu Playhouse         | "The Untouchables"                                                            | Phil Karlson          |         |
| Startime                              | "The Turn of the Screw"                                                       | John Frankenheimer    |         |
| 1961                                  |                                                                               |                       |         |
| Hallmark Hall of Fame                 | "Macbeth (II)"                                                                | George Schaefer       |         |
| Sunday Showcase                       | "The Sacco-Vanzetti Story, Part I"                                            | Sidney Lumet          |         |
| Westinghouse-Desilu Playhouse         | "The Man in the Funny Suit"                                                   | Ralph Nelson          |         |
| 1962                                  |                                                                               |                       |         |
| The Defenders                         | –                                                                             | Franklin J. Schaffner |         |
| Westinghouse Presents                 | "Come Again to Carthage"                                                      | Jack Smight           |         |
| Alcoa Premiere                        | "People Need People"                                                          | Alex Segal            |         |
| Dr. Kildare                           | "Shining Image"                                                               | Buzz Kulik            |         |
| Naked City                            | —                                                                             | Arthur Hiller         |         |
| Hallmark Hall of Fame                 | "Victoria Regina"                                                             | George Schaefer       |         |
| 1963                                  |                                                                               |                       |         |
| The Defenders                         | "The Madman"                                                                  | Stuart Rosenberg      |         |
| Ben Casey                             | "A Cardinal Act of Mercy"                                                     | Sydney Pollack        |         |
| The DuPont Show of the Month          | "Big Deal in Laredo"                                                          | Fielder Cook          |         |
| Hallmark Hall of Fame                 | "Invincible Mr. Disraeli"                                                     | George Schaefer       |         |
| 1964                                  |                                                                               |                       |         |
| East Side/West Side                   | "Who Do You Kill?"                                                            | Tom Gries             |         |
| Bob Hope Presents the Crysler Theatre | "Something About Lee Wiley"                                                   | Sydney Pollack        |         |
| The Defenders                         | "Moment of Thuth"                                                             | Paul Bogart           |         |
| The Defenders                         | "Blacklist"                                                                   | Stuart Rosenberg      |         |
| Hallmark Hall of Fame                 | "The Patriots"                                                                | George Schaefer       |         |
| 1965                                  |                                                                               |                       |         |
| The Defenders                         | "The 700 Year Old Gang"                                                       | Paul Bogart           |         |
| My Name Is Barbra                     | —                                                                             | Dwight Hemion         |         |
| 1966                                  |                                                                               |                       |         |
| Bob Hope Presents the Crysler Theatre | "The Game"                                                                    | Sydney Pollack        |         |
| I Spy                                 | "So Long, Patrick Henry" "A Cup of Kindness" "Carry Me Back to Old Tsing-Tao" | Sheldon Leonard       |         |
| Hallmark Hall of Fame                 | "Eagle in a Cage"                                                             | George Schaefer       |         |
| Inherit the Wind                      | —                                                                             | George Schaefer       |         |
| 1967                                  |                                                                               |                       |         |
| Death of a Salesman                   | –                                                                             | Alex Segal            |         |
| Hallmark Hall of Fame                 | "Anastasia"                                                                   | George Schaefer       |         |
| CBS Playhouse                         | "The Final War of Olly Winter"                                                | Paul Bogart           |         |
| Mark Twain Tonight!                   | —                                                                             | Paul Bogart           |         |
| 1968                                  |                                                                               |                       |         |
| CBS Playhouse                         | "Dear Friends"                                                                | Paul Bogart           |         |
| CBS Playhouse                         | "Do Not Go Gentle Into That Good Night"                                       | George Schaefer       |         |
| Mission: Impossible                   | "The Killing"                                                                 | Lee H. Katzin         |         |
| The Crucible                          | —                                                                             | Alex Segal            |         |
| 1969                                  |                                                                               |                       |         |
| CBS Playhouse                         | "The People Next Door"                                                        | David Greene          |         |
| CBS Playhouse                         | "Secrets"                                                                     | Paul Bogart           |         |
| Teacher, Teacher                      | —                                                                             | Fielder Cook          |         |

### Década de 1970
| Ano                             | Série                              | Episódio           | Diretor |
| ------------------------------- | ---------------------------------- | ------------------ | ------- |
| 1970                            |                                    |                    |         |
| CBS Playhouse                   | "Shadow Game"                      | Paul Bogart        |         |
| My Sweet Charlie                | —                                  | Lamont Johnson     |         |
| A Storm in Summer               | —                                  | Buzz Kulik         |         |
| 1971                            |                                    |                    |         |
| The Bold Ones: The Senator      | "The Day the Lion Died"            | Daryl Duke         |         |
| Hawaii Five-O                   | "Over Fifty? Steal!"               | Bob Sweeney        |         |
| The Bold Ones: The Senator      | "A Single Blow of a Sword"         | John Badham        |         |
| 1972                            |                                    |                    |         |
| The Bold Ones: The Lawyers      | "The Invasion of Kevin Ireland"    | Alexander Singer   |         |
| The Man and the City            | "Hands of Love"                    | Daniel Petrie      |         |
| Columbo                         | "Short Fuse"                       | Edward M. Abroms   |         |
| 1973                            |                                    |                    |         |
| Kung Fu                         | "An Eye for an Eye"                | Jerry Thorpe       |         |
| The Waltons                     | "The Love Story"                   | Lee Philips        |         |
| Columbo                         | "The Most Dangerous Match"         | Edward M. Abroms   |         |
| 1974                            |                                    |                    |         |
| The Blue Knight                 | "Part III"                         | Robert Butler      |         |
| The Waltons                     | "The Journey"                      | Harry Harris       |         |
| The Waltons                     | "The Thanksgiving Story"           | Philip Leacock     |         |
| 1975                            |                                    |                    |         |
| Upstairs, Downstairs            | "A Sudden Storm"                   | Bill Bain          |         |
| Benjamin Franklin               | "The Ambassator"                   | Glenn Jordan       |         |
| The Streets of San Francisco    | "The Mask of Death"                | Harry Falk         |         |
| Kojak                           | "I Want to Report a Dream..."      | Telly Savalas      |         |
| Kojak                           | "Cross Your Heart and Hope to Die" | David Friedkin     |         |
| 1976                            |                                    |                    |         |
| Rich Man, Poor Man              | "Episode 8"                        | David Greene       |         |
| Jennie: Lady Randolph Churchill | "Part IV"                          | David Cellan Jones |         |
| Rich Man, Poor Man              | "Episode 5"                        | Boris Sagal        |         |
| Lincoln                         | "Crossing Fox River"               | George Schaefer    |         |
| Beacon Hill                     | "Pilot"                            | Fielder Cook       |         |
| Upstairs, Downstairs            | "Women Shall Not Weep"             | Christopher Hodson |         |
| 1977                            |                                    |                    |         |
| Raízes                          | "Part I"                           | David Greene       |         |
| The Adams Chronicles            | "John Quincy Adams: President"     | Fred Coe           |         |
| Raízes                          | "Part III"                         | Marvin J. Chomsky  |         |
| Raízes                          | "Part II"                          | John Erman         |         |
| Raízes                          | "Part VI"                          | Gilbert Moses      |         |
| 1978                            |                                    |                    |         |
| Holocaust                       | -                                  | Marvin J. Chomsky  |         |
| The Dain Curse                  | —                                  | E. W. Swackhamer   |         |
| I, Claudius                     | —                                  | Herbert Wise       |         |
| King                            | —                                  | Abby Mann          |         |
| Washington: Behind Close Doors  | —                                  | Gary Nelson        |         |
| 1979                            |                                    |                    |         |
| The White Shadow                | "Pilot"                            | Jackie Cooper      |         |
| Lou Grant                       | "Schools"                          | Burt Brinckerhoff  |         |
| Lou Grant                       | "Murder"                           | Mel Damski         |         |
| Lou Grant                       | "Prisoner"                         | Gene Reynolds      |         |

### Década de 1980
| Ano               | Série                                   | Episódio               | Diretor |
| ----------------- | --------------------------------------- | ---------------------- | ------- |
| 1980              |                                         |                        |         |
| Lou Grant         | "Cop"                                   | Roger Young            |         |
| Lou Grant         | "Andrew, Part II: Trial"                | Peter Levin            |         |
| Lou Grant         | "Hollywood"                             | Burt Brinckerhoff      |         |
| Lou Grant         | "Influence"                             | Gene Reynolds          |         |
| Skag              | "Pilot"                                 | Frank Perry            |         |
| 1981              |                                         |                        |         |
| Hill Street Blues | "Hill Street Station"                   | Robert Butler          |         |
| American Dream    | "Pilot"                                 | Mel Damski             |         |
| Hill Street Blues | "Jungle Madness"                        | Corey Allen            |         |
| Hill Street Blues | "Up in Arms"                            | Georg Stanford Brown   |         |
| Lou Grant         | "Pack"                                  | Burt Brinckerhoff      |         |
| Lou Grant         | "Strike"                                | Gene Reynolds          |         |
| 1982              |                                         |                        |         |
| Fame              | "To Soar and Never Falter"              | Harry Harris           |         |
| Fame              | "Musical Bridge"                        | Robert Scheerer        |         |
| Hill Street Blues | "The Second Oldest Profession"          | Robert Butler          |         |
| Hill Street Blues | "The World According to Freedom"        | Jeff Bleckner          |         |
| Lou Grant         | "Hometown"                              | Gene Reynolds          |         |
| 1983              |                                         |                        |         |
| Hill Street Blues | "Life in the Minors"                    | Jeff Bleckner          |         |
| Fame              | "And the Winner Is..."                  | Marc Daniels           |         |
| Fame              | "Feelings"                              | Robert Scheerer        |         |
| The Mississippi   | "Old Hatred Die Hard"                   | Leo Penn               |         |
| 1984              |                                         |                        |         |
| Hill Street Blues | "Goodbye, Mr. Scripps"                  | Corey Allen            |         |
| Fame              | "Sheer Will"                            | Robert Sheerer         |         |
| Hill Street Blues | "Midway to What?"                       | Thomas Carter          |         |
| Hill Street Blues | "Doris in Wonderland"                   | Arthur Allan Seidelman |         |
| 1985              |                                         |                        |         |
| Cagney & Lacey    | "Heat"                                  | Karen Arthur           |         |
| Hill Street Blues | "El Capitan"                            | Georg Stanford Brown   |         |
| Hill Street Blues | "The Rise and Fall of Paul the Wall"    | Thomas Carter          |         |
| Miami Vice        | "Cool Runnin'"                          | Lee H. Katzin          |         |
| Miami Vice        | "Smuggler's Blues"                      | Paul Michael Glaser    |         |
| 1986              |                                         |                        |         |
| Cagney & Lacey    | "Parting Shots"                         | Georg Stanford Brown   |         |
| Amazing Stories   | "The Mission"                           | Steven Spielberg       |         |
| Hill Street Blues | "Two Easy Pieces"                       | Gabrielle Beaumont     |         |
| Moonlighting      | "The Dream Sequence Always Rings Twice" | Peter Werner           |         |
| Moonlighting      | "My Fair David"                         | Will Mackenzie         |         |
| 1987              |                                         |                        |         |
| L.A. Law          | "Pilot"                                 | Gregory Hoblit         |         |
| Cagney & Lacey    | "Turn, Turn, Turn: Part II"             | Sharron Miller         |         |
| L.A. Law          | "The Venus Butterfly"                   | Donald Petrie          |         |
| Moonlighting      | "Atomic Shakespeare"                    | Will Mackenzie         |         |
| Moonlighting      | "I Am Curious ... Maddie"               | Allan Arkush           |         |
| 1988              |                                         |                        |         |
| St. Elsewhere     | "Weight In, Way Out"                    | Mark Tinker            |         |
| China Beach       | "Pilot"                                 | Rod Holcomb            |         |
| L.A. Law          | "Beauty and Obese"                      | Sam Weisman            |         |
| L.A. Law          | "Full Martial Jacket"                   | Win Phelps             |         |
| L.A. Law          | "Handroll Express"                      | Kim Friedman           |         |
| L.A. Law          | "The Wizard of Odds"                    | Gregory Hoblit         |         |
| 1989              |                                         |                        |         |
| Tanner '88        | "The Boiler Room"                       | Robert Altman          |         |
| L.A. Law          | "I'm in the Nude for Love"              | Eric Laneuville        |         |
| L.A. Law          | "To Live and Diet in L.A."              | John Pasquin           |         |
| Midnight Caller   | "Conversations with the Assassin"       | Thomas Carter          |         |
| thirtysomething   | "We'll Meet Again"                      | Scott Winant           |         |

### Década de 1990
| Ano                                          | Série                                        | Episódio            | Diretor |
| -------------------------------------------- | -------------------------------------------- | ------------------- | ------- |
| 1990                                         |                                              |                     |         |
| Equal Justice                                | "Promises to Keep"                           | Thomas Carter       |         |
| thirtysomething                              | "To Go-Between"                              | Scott Winant        |         |
| L.A. Law                                     | "Noah's Bark"                                | Win Phelps          |         |
| L.A. Law                                     | "The Last Gasp"                              | Rick Wallace        |         |
| Twin Peaks                                   | "Pilot"                                      | David Lynch         |         |
| 1991                                         |                                              |                     |         |
| Equal Justice                                | "In Confidence"                              | Thomas Carter       |         |
| China Beach                                  | "You, Babe"                                  | Mimi Leder          |         |
| Cop Rock                                     | "Pilot"                                      | Gregory Hoblit      |         |
| L.A. Law                                     | "God Rest Ye Murray Gentlemen"               | Tom Moore           |         |
| 1992                                         |                                              |                     |         |
| I'll Fly Away                                | "All God's Children"                         | Eric Laneuville     |         |
| China Beach                                  | "Rewind"                                     | Mimi Leder          |         |
| L.A. Law                                     | "Say Goodnight Gracie"                       | Rick Walalce        |         |
| Northern Exposure                            | "Seoul Mates"                                | Jack Bender         |         |
| The Trials of Rosie O'Neill                  | "Heartbreak Hotel"                           | Nancy Malone        |         |
| 1993                                         |                                              |                     |         |
| Homicide: Life on the Street                 | "Gone for Goode"                             | Barry Levinson      |         |
| I'll Fly Away                                | "Until Tomorrow"                             | Eric Laneuville     |         |
| Law & Order                                  | "Conspiracy"                                 | Edwin Sherin        |         |
| Sirens                                       | "What We Talk About When We Talk About Love" | Robert Butler       |         |
| Sisters                                      | "Crash and Born"                             | Nancy Malone        |         |
| The Young Indiana Jones Chronicles           | "Northern Italy, 1918"                       | Bille August        |         |
| 1994                                         |                                              |                     |         |
| NYPD Blue                                    | "Tempest in a C-Cup"                         | Daniel Sackheim     |         |
| Lois & Clark: The New Adventures of Superman | "Pilot"                                      | Robert Butler       |         |
| NYPD Blue                                    | "Guns 'N Rosaries"                           | Charles Haid        |         |
| NYPD Blue                                    | "Pilot"                                      | Gregory Hoblit      |         |
| NYPD Blue                                    | "True Confessions"                           | Michael M. Robin    |         |
| 1995                                         |                                              |                     |         |
| ER                                           | "Love's Labor Lost"                          | Mimi Leder          |         |
| Chicago Hope                                 | "Life Support"                               | Lou Antonio         |         |
| ER                                           | "Pilot"                                      | Rod Holcomb         |         |
| My So-Called Life                            | "Pilot"                                      | Scott Winant        |         |
| NYPD Blue                                    | "Innuendo"                                   | Mark Tinker         |         |
| 1996                                         |                                              |                     |         |
| Chicago Hope                                 | "Leave of Absense"                           | Jeremy Kagan        |         |
| ER                                           | "The Healers"                                | Mimi Leder          |         |
| ER                                           | "Hell and High Water"                        | Christopher Chulack |         |
| Murder One                                   | "Chapter One"                                | Charles Haid        |         |
| NYPD Blue                                    | "Blackboard Jungle"                          | Mark Tinker         |         |
| 1997                                         |                                              |                     |         |
| NYPD Blue                                    | "Where's Swaldo?                             | Mark Tinker         |         |
| ER                                           | "Fear of Flying"                             | Christopher Chulack |         |
| ER                                           | "Last Call"                                  | Rod Holcomb         |         |
| ER                                           | "Union Station"                              | Tom Moore           |         |
| The X-Files                                  | "Musings of a Cigarette Smoking Man"         | James Wong          |         |
| 1998                                         |                                              |                     |         |
| Brooklyn South                               | "Pilot"                                      | Mark Tinker         |         |
| NYPD Blue                                    | "Lost Israel, Part II"                       | Paris Barclay       |         |
| Chicago Hope                                 | "Brain Salad Surgery"                        | Bill D'Elia         |         |
| ER                                           | "Ambush"                                     | Thomas Schlamme     |         |
| The X-Files                                  | "The Post-Modern Prometheus"                 | Chris Carter        |         |
| 1999                                         |                                              |                     |         |
| NYPD Blue                                    | "Hearts and Souls"                           | Paris Barclay       |         |
| Law & Order                                  | "Empire"                                     | Matthew Penn        |         |
| Law & Order Homicide: Life on the Street     | "Sideshow, Parts I & II"                     | Edwin Sherin        |         |
| The Sopranos                                 | "Pilot"                                      | David Chase         |         |

### Década de 2000
| Ano                            | Série                             | Episódio              | Diretor |
| ------------------------------ | --------------------------------- | --------------------- | ------- |
| 2000                           |                                   |                       |         |
| The West Wing                  | "Pilot"                           | Thomas Schlamme       |         |
| ER                             | "All in the Family"               | Jonathan Kaplan       |         |
| ER                             | "Such Sweet Sorrow"               | John Wells            |         |
| The Sopranos                   | "Funhouse"                        | John Patterson        |         |
| The Sopranos                   | "The Kinght in White Satin Armor" | Allen Coulter         |         |
| 2001                           |                                   |                       |         |
| The West Wing                  | "In the Shadow of Two Gunmen"     | Thomas Schlamme       |         |
| ER                             | "The Visit"                       | Jonathan Kaplan       |         |
| The Sopranos                   | "Amour Fou"                       | Tim Van Patten        |         |
| The Sopranos                   | "Pine Barrens"                    | Steve Buscemi         |         |
| The Sopranos                   | "University"                      | Allen Coulter         |         |
| The West Wing                  | "Shibboleth"                      | Laura Innes           |         |
| 2002                           |                                   |                       |         |
| Six Feet Under                 | "Pilot"                           | Alan Ball             |         |
| 24                             | "12:00 a.m. – 1:00 a.m."          | Stephen Hopkins       |         |
| The Shield                     | "Pilot"                           | Clark Johnson         |         |
| The West Wing                  | "The Indians in the Lobby"        | Paris Baclay          |         |
| The West Wing                  | "Posse Comitatus"                 | Alex Graves           |         |
| 2003                           |                                   |                       |         |
| The West Wing                  | "Twenty Five"                     | Christopher Misiano   |         |
| 24                             | "Day 2: 10:00 p.m. – 11:00 p.m."  | Ian Toynton           |         |
| Six Feet Under                 | "Nobody Sleeps"                   | Alan Poul             |         |
| The Sopranos                   | "Whoever Did This"                | Tim Van Patten        |         |
| The Sopranos                   | "Whitecaps"                       | John Patterson        |         |
| 2004                           |                                   |                       |         |
| Deadwood                       | "Pilot"                           | Walter Hill           |         |
| ER                             | "The Lost"                        | Christopher Chulack   |         |
| Nip/Tuck                       | "Pilot"                           | Ryan Murphy           |         |
| The Sopranos                   | "Irregular Around the Margins"    | Allen Coulter         |         |
| The Sopranos                   | "Long Term Parking"               | Tim Van Patten        |         |
| 2005                           |                                   |                       |         |
| Lost                           | "Pilot"                           | J. J. Abrams          |         |
| CSI: Crime Scene Investigation | "Grave Danger"                    | Quentin Tarantino     |         |
| Deadwood                       | "Complications"                   | Gregg Fienberg        |         |
| Grey's Anatomy                 | "A Hard Day's Night"              | Peter Horton          |         |
| Huff                           | "Crazy, Nuts and All Fucked Up"   | Scott Winant          |         |
| Rescue Me                      | "Pilot"                           | Peter Tolan           |         |
| The West Wing                  | "2162 Votes"                      | Alex Graves           |         |
| 2006                           |                                   |                       |         |
| 24                             | "Day 5: 7:00 a.m. – 8:00 a.m."    | Jon Cassar            |         |
| Big Love                       | "Pilot"                           | Rodrigo García        |         |
| Lost                           | "Live Together, Die Alone"        | Jack Bender           |         |
| Six Feet Under                 | "Everyone's Waiting"              | Alan Ball             |         |
| The Sopranos                   | "Join the Club"                   | David Nutter          |         |
| The Sopranos                   | "Members Only"                    | Tim Van Patten        |         |
| The West Wing                  | "Election Day, Part I"            | Mimi Leder            |         |
| 2007                           |                                   |                       |         |
| The Sopranos                   | "Kennedy and Heidi"               | Alan Taylor           |         |
| Battlestar Galactica           | "Exodus, Part I"                  | Félix Enríquez Alcalá |         |
| Boston Legal                   | "Son of the Defender"             | Bill D'Elia           |         |
| Friday Night Lights            | "Pilot"                           | Peter Berg            |         |
| Heroes                         | "Genesis"                         | David Semel           |         |
| Lost                           | "Through the Looking Glass"       | Jack Bender           |         |
| Studio 60 on the Sunset Strip  | "Pilot"                           | Thomas Schlamme       |         |
| 2008                           |                                   |                       |         |
| House, M.D.                    | "House's Head"                    | Greg Yaitanes         |         |
| Boston Legal                   | "The Mighty Rogues"               | Arlene Sanford        |         |
| Breaking Bad                   | "Pilot"                           | Vince Gilligan        |         |
| Damages                        | "Get Me a Lawyer"                 | Allen Coulter         |         |
| Mad Men                        | "Smoke Gets in Your Eyes"         | Alan Taylor           |         |
| 2009                           |                                   |                       |         |
| ER                             | "And in the End..."               | Rod Holcomb           |         |
| Battlestar Galactica           | "Daybreak, Part II"               | Michael Rymer         |         |
| Boston Legal                   | "Made in China" "Last Call"       | Bill D'Elia           |         |
| Damages                        | "Trust Me"                        | Todd A. Kessler       |         |
| Mad Men                        | "The Jet Set"                     | Phil Abraham          |         |

### Década de 2010
| Ano                 | Série                                      | Episódio                    | Diretor(a) |
| ------------------- | ------------------------------------------ | --------------------------- | ---------- |
| 2010                |                                            |                             |            |
| Dexter              | "The Getaway"                              | Steve Shill                 |            |
| Breaking Bad        | "One Minute"                               | Michelle MacLaren           |            |
| Lost                | "The End"                                  | Jack Bender                 |            |
| Mad Men             | "Guy Walks Into an Advertising Agency"     | Lesli Linka Glatter         |            |
| Treme               | "Do You Know What It Means"                | Agnieszka Holland           |            |
| 2011                |                                            |                             |            |
| Boardwalk Empire    | "Pilot"                                    | Martin Scorsese             |            |
| Boardwalk Empire    | "Anastasia"                                | Jeremy Podeswa              |            |
| The Borgias         | "The Poisoned Chalice" "The Assassin"      | Neil Jordan                 |            |
| Game of Thrones     | "Winter Is Coming"                         | Tim Van Patten              |            |
| The Killing         | "Pilot"                                    | Patty Jenkins               |            |
| 2012                |                                            |                             |            |
| Boardwalk Empire    | "To the Lost"                              | Tim Van Patten              |            |
| Breaking Bad        | "Face Off"                                 | Vince Gilligan              |            |
| Downton Abbey       | "Episode 7"                                | Brian Percival              |            |
| Mad Men             | "The Other Woman"                          | Phil Abraham                |            |
| Homeland            | "Pilot"                                    | Michael Cuesta              |            |
| 2013                |                                            |                             |            |
| House of Cards      | "Chapter 1"                                | David Fincher               |            |
| Breaking Bad        | "Gliding Over All"                         | Michelle MacLaren           |            |
| Boardwalk Empire    | "Margate Sands"                            | Tim Van Patten              |            |
| Downton Abbey       | "Episode 4"                                | Jeremy Webb                 |            |
| Homeland            | "Q&A"                                      | Lesli Linka Glatter         |            |
| 2014                |                                            |                             |            |
| True Detective      | "Who Goes There"                           | Cary Joji Fukunaga          |            |
| Boardwalk Empire    | "Farewell Daddy Blues"                     | Tim Van Patten              |            |
| Breaking Bad        | "Felina"                                   | Vince Gilligan              |            |
| Downton Abbey       | "Episode 1"                                | David Evans                 |            |
| Game of Thrones     | "The Watchers on the Wall"                 | Neil Marshall               |            |
| House of Cards      | "Chapter 14"                               | Carl Franklin               |            |
| 2015                |                                            |                             |            |
| Game of Thrones     | "Mother's Mercy"                           | David Nutter                |            |
| Boardwalk Empire    | "Eldorado"                                 | Tim Van Patten              |            |
| Game of Thrones     | "Unbowed, Unbent, Unbroken"                | Jeremy Podeswa              |            |
| Homeland            | "From A to B and Back Again"               | Lesli Linka Glatter         |            |
| The Knick           | "Method and Madness"                       | Steven Soderbergh           |            |
| 2016                |                                            |                             |            |
| Game of Thrones     | "Battle of the Bastards"                   | Miguel Sapochnik            |            |
| Game of Thrones     | "The Door"                                 | Jack Bender                 |            |
| Downton Abbey       | "Episode 9"                                | Michael Engler              |            |
| Homeland            | "The Tradition Of Hospitality"             | Lesli Linka Glatter         |            |
| The Knick           | "This Is All We Are"                       | Steven Soderbergh           |            |
| Ray Donovan         | "Exsuscito"                                | David Hollander             |            |
| 2017                |                                            |                             |            |
| The Handmaid's Tale | "Offred (Pilot)"                           | Reed Morano                 |            |
| The Handmaid's Tale | "The Bridge"                               | Kate Dennis                 |            |
| Better Call Saul    | "Witness"                                  | Vince Gilligan              |            |
| The Crown           | "Hyde Park Corner"                         | Stephen Daldry              |            |
| Homeland            | "American First"                           | Lesli Linka Glatter         |            |
| Stranger Things     | "Chapter One: The Vanishing of Will Byers" | The Duffer Brothers         |            |
| Westworld           | "The Bicameral Mind"                       | Jonathan Nolan              |            |
| 2018                |                                            |                             |            |
| The Crown           | "Paterfamilias"                            | Stephen Daldry              |            |
| Game of Thrones     | "Beyond the Wall"                          | Alan Taylor                 |            |
| Game of Thrones     | "The Dragon and the Wolf"                  | Jeremy Podeswa              |            |
| The Handmaid's Tale | "After"                                    | Kari Skogland               |            |
| Ozark               | "The Toll"                                 | Jason Bateman               |            |
| Ozark               | "Tonight We Improvise"                     | Daniel Sackheim             |            |
| Stranger Things     | "Chapter Nine: The Gate"                   | The Duffer Brothers         |            |
| 2019                |                                            |                             |            |
| Ozark               | "Reparations"                              | Jason Bateman               |            |
| Game of Thrones     | "The Iron Throne"                          | David Benioff e D. B. Weiss |            |
| Game of Thrones     | "The Last of the Starks"                   | David Nutter                |            |
| Game of Thrones     | "The Long Night"                           | Miguel Sapochnik            |            |
| The Handmaid's Tale | "Holly"                                    | Daina Reid                  |            |
| Succession          | "Celebration"                              | Adam McKay                  |            |
| Killing Eve         | "Desperate Times"                          | Lisa Brühlmann              |            |

### Década de 2020
| Ano                                          | Série                        | Episódio             | Diretor(a) |
| -------------------------------------------- | ---------------------------- | -------------------- | ---------- |
| 2020                                         |                              |                      |            |
| Succession                                   | "Hunting"                    | Andrij Parekh        |            |
| Succession                                   | "This Is Not for Tears"      | Mark Mylod           |            |
| Ozark                                        | "Fire Pink"                  | Alik Sakharov        |            |
| Ozark                                        | "Su Casa Es Mi Casa"         | Ben Semanoff         |            |
| The Crown                                    | "Aberfan"                    | Benjamin Caron       |            |
| The Crown                                    | "Cri de Coeur"               | Jessica Hobbs        |            |
| Homeland                                     | "Prisoners of War"           | Lesli Linka Glatter  |            |
| The Morning Show                             | "The Interview"              | Mimi Leder           |            |
| 2021                                         |                              |                      |            |
| The Crown                                    | "War"                        | Jessica Hobbs        |            |
| The Crown                                    | "Fairytale"                  | Benjamin Caron       |            |
| The Handmaid's Tale                          | "The Wilderness"             | Liz Garbus           |            |
| The Mandalorian                              | "Chapter 9: The Marshal"     | Jon Favreau          |            |
| Pose                                         | "Series Finale"              | Steven Canals        |            |
| Bridgerton                                   | "Diamond of the First Water" | Julie Anne Robinson  |            |
| 2022                                         |                              |                      |            |
| Squid Game                                   | "Red Light, Green Light"     | Hwang Dong-hyuk      |            |
| Succession                                   | "All the Bells Say"          | Mark Mylod           |            |
| Succession                                   | "The Disruption"             | Cathy Yan            |            |
| Succession                                   | "Too Much Birthday"          | Lorene Scafaria      |            |
| Ozark                                        | "A Hard Way to Go"           | Jason Bateman        |            |
| Severance                                    | "The We We Are"              | Ben Stiller          |            |
| Yellowjackets                                | "Pilot"                      | Karyn Kusama         |            |
| 2023                                         |                              |                      |            |
| Succession                                   | "Connor's Wedding"           | Mark Mylod           |            |
| Succession                                   | "America Decides"            | Andrij Parekh        |            |
| Succession                                   | "Living+"                    | Lorene Scafaria      |            |
| Bad Sisters                                  | "The Prick"                  | Dearbhla Walsh       |            |
| The Last of Us                               | "Long, Long Time"            | Peter Hoar           |            |
| The White Lotus                              | "Arrivederci"                | Mike White           |            |
| Andor                                        | "Rix Road"                   | Benjamin Caron       |            |
| 2024                                         |                              |                      |            |
| Shōgun                                       | "Crimson Sky"                | Frederick E. O. Toye |            |
| Slow Horses                                  | "Stranger Games"             | Saul Metzstein       |            |
| The Crown                                    | "Sleep, Dearie Sleep"        | Stephen Daldry       |            |
| Mr. & Mrs. Smith                             | "First Date"                 | Hiro Murai           |            |
| The Morning Show                             | "The Overview Effect"        | Mimi Leder           |            |
| Winning Time: The Rise of the Lakers Dynasty | "Beat L.A."                  | Salli Richardson     |            |